# 四日市市立高花平小学校
四日市市立高花平小学校（よっかいちしりつ たかはなだいらしょうがっこう）は、三重県四日市市にある公立小学校。
四日市市で初めての大住宅団地である、高花平団地に立地するニュータウン校。

## 沿革
- 1963年（昭和38年）5月7日 - 四日市市立四郷小学校高花平分校開校式を挙行。この日を創立記念日とする。
- 1964年（昭和39年）1月8日 - この日限りで四日市市立四郷小学校高花平分校を廃止。
- 1964年（昭和39年）1月8日 - 開校式を挙行。

## 通学区域
- 四日市市
  - 小林町、高花平1丁目 - 5丁目

卒業生は基本的に四日市市立笹川中学校へ進学する。

## 周辺
- 三重県立四日市四郷高等学校
- 四日市高花平郵便局
- 三重県道44号宮妻峡線
- 天白川

## アクセス
- 三重交通バス 高花平小学校にて下車。